# Narthex

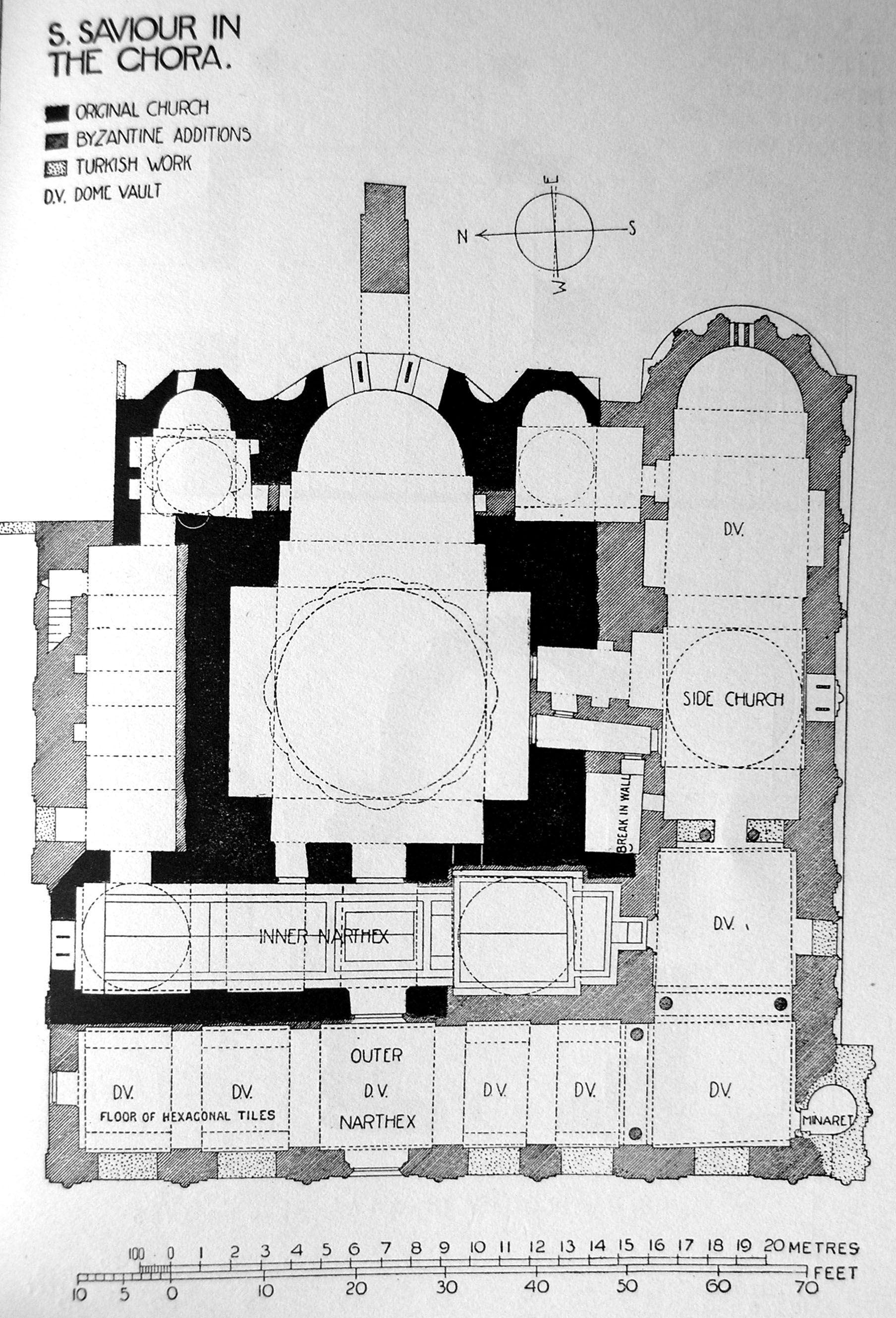
Grundriss der Chora-Kirche mit innerem und äußerem Narthex

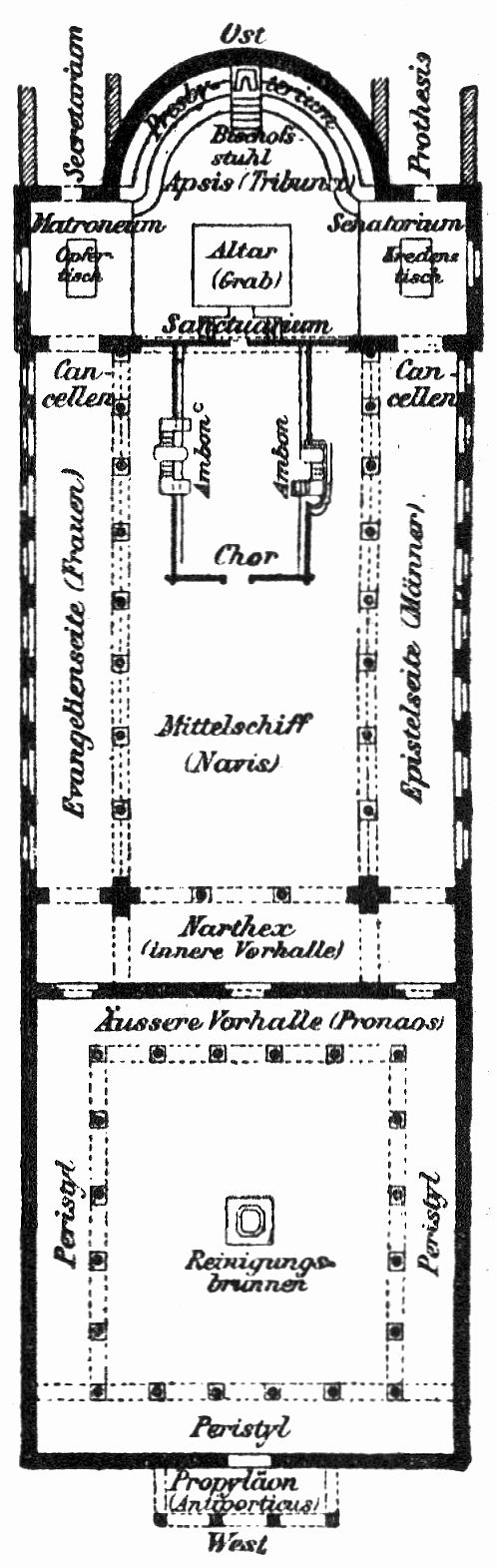
Altchristliche Basilika mit Narthex und vorgelagertem Atrium

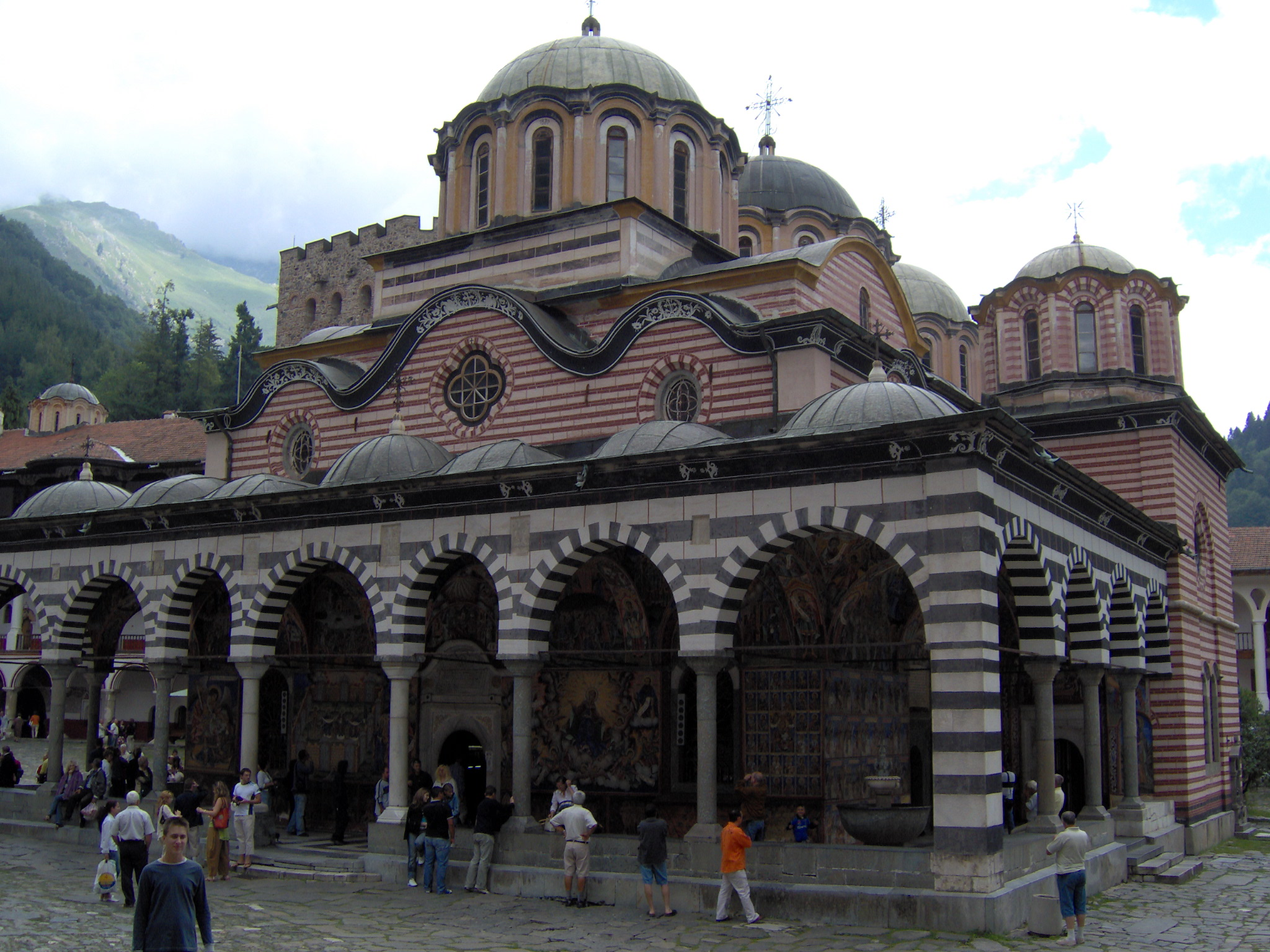
Exonarthex der Klosterkirche des Rilaklosters in Bulgarien

Der Narthex ist eine schmale, eingeschossige Vorhalle am Haupteingang altchristlicher und byzantinischer Kirchen, insbesondere Basiliken. Er reicht über die ganze Breitseite und ist mit dem Kirchenschiff beispielsweise durch eine Arkade verbunden. Als Vorraum führt der Narthex in den Naos, den Gemeinderaum. Er ist meist an der Westseite angelegt. Befindet sich der Narthex innerhalb des Kirchenbaus, spricht man vom Esonarthex (innerer Narthex), ist er außerhalb der Fassade angelegt, wird er als Exonarthex (äußerer Narthex) bezeichnet. Innerer und äußerer Narthex können als getrennte Teile eines Narthex auch gemeinsam vorkommen.
Dem Narthex kann ein Atrium vorgelagert sein (ein viereckiger Vorhof, vergleichbar dem Kreuzgang des mittelalterlichen Klosters). Bei altchristlichen Basiliken kann auch der von Säulenhallen umgebene Vorhof als Narthex bezeichnet werden.
Vergleichbare Vorhallen bei anderen Kirchengebäuden, zum Beispiel an einer romanischen Basilika oder einer gotischen Kathedrale, werden nicht als Narthex bezeichnet.

## Etymologie
Dem Wort Narthex liegt das altgriechische Wort νάρθηξ (narthēx) zugrunde. Es bedeutet eigentlich Rute (auch als Bezeichnung für das Stecken- oder Rutenkraut bei Theophrast). Weshalb sich der Begriff auf eine Bauform übertrug, ist nicht ganz klar. Eventuell stammt er ursprünglich von einer mit Ruten umzäunten Rennbahn.

## Ursprung
Der Narthex taucht im frühen Christentum zum ersten Mal in der römischen Lateranbasilika als quergestellte Vorhalle auf. Dieser Typ geht auf Konstantin zurück, der in den Jahren 313–319 in Rom die erste große christliche Versammlungshalle, die Basilika am Lateranspalast, erbauen ließ.
Ein solcher Prostylos ist in seiner Form der Überrest eines einstmaligen großen Vorhofes, einer Empfangshalle, in der oft ein Cantharus für die rituellen Waschungen stand, die man vor dem Eintritt in die Kirche vollziehen musste. Solche rituellen Waschungen gibt es heute noch im Islam. Später wurde aus dem großen Vorhof diese verkürzte Form der Vorhalle.

## Funktionen
Der Narthex hatte auch liturgische  Aufgaben. Er diente unter anderem für Taufzeremonien (wenn kein Baptisterium vorhanden war), für Beichten und bei schlechtem Wetter auch für Trauungen; auch Leichen wurden hier gesegnet, bevor sie in die Kirche getragen wurden. Andere Verwendungsmöglichkeiten sind zum Beispiel: nächtliches Refugium zu Zeiten großer Pilgerströme, „Kirche der Katechumenen“, der Taufbewerber, oder „Kirche der Büßer“, die zeitweilig von der Feier der Sakramente ausgeschlossen waren. Gewiss feierte man in diesem Vorraum Exorzismen, Wiederversöhnung der Büßer und Zeremonien, die der Taufe vorausgingen.

## Ähnliche Begriffe
Die Bauform des Narthex kommt in einzelnen Fällen auch in mittelalterlichen Kirchen des Westens vor, wo sie teilweise mit den Begriffen Vorhalle, Atrium, Paradies oder Galiläa bezeichnet wird.
Die Dokumente des 12. Jahrhunderts nennen den Vorbau, der an die eigentliche Mönchskirche angrenzt, Galiläa. Die Bezeichnung leitet sich von der Liturgie der damaligen Zeit her, bei der eine große Prozession den damaligen Gottesdiensten vorausging. Sie vollzog den Weg der Apostel, die sich nach Galiläa begaben, wo sie den Auferstandenen sehen sollten, symbolisch nach. Die Station vor dem eigentlichen Gottesdienst umfasste auch einen Reinigungsritus; er wurde in der Galiläa gefeiert. „Ich werde euch nach Galiläa vorausgehen“, dieses Wort Jesu an Petrus (Mt 26,32 ) wird so gedeutet, dass Galiläa eine Stätte des Durchgangs ist; denn der Erlöser hat den Durchgang vom Leiden zur Auferstehung, vom Tod zum Leben vollzogen.
In der byzantinischen Architektur wird der Narthex als „Litai“ bezeichnet.
In der armenischen Kloster-Architektur entwickelte sich mit dem Gawit (Schamatun) eine eigenständige Variante der Vorhalle.
Im Osmanischen Reich wurden die Kirchengebäude aus byzantinischer Zeit überwiegend zu Moscheen umgewidmet. Dadurch änderte sich die Gebetsrichtung von Osten nach Süden. In architektonischer Entsprechung zu einem Narthex erhielten osmanische Moscheen vor der Nordwand einen erweiterten offenen Betsaal, der türkisch son cemaat yeri genannt wird.